# Prav, Jav i Nav
Prav, Jav i Nav tri su svijeta ili tri odlike svemira opisane u prvom poglavlju Knjige Svjetla, knjige neopoganskog pokreta vedskoga slavizma koja opisuje kozmogoniju toga vjerovanja, te u Velesovoj knjizi, krivotvorini Jurja Miroljubova iz 19. ili 20. stoljeća o slavenskom poganstvu. Dio su suvremenoga neopoganskoga Rodnovjerja. Stariji izvori o slavenskoj kozmologiji opisuju isključivo koncepte Java i Nava, slično taoističkim idejama jina i janga, dok Prav nije posvjedočen prije objave Velesove knjige.
Doslovno tumačenje riječi Prav, Jav i Nav jest 'ravno', 'java, zbilja' i 'pakao'.
Ebbo (oko 775. – 20. ožujka 851.), svojevremeni nadbiskup Reimsa, zabilježio je da se bog Triglav povezuje s ujedinjenjem triju svjetova, neba, zemlje i podzemlja, zbog čega se u Rodnovjerju Triglav često navodi kao simbol jedinstva Prava, Java i Nava.

## Povijest koncepta
Velesova knjiga, prva ploča:
праве бо есь невідомо уложена дажьбом, а по ньяко пря же ся теце яве і та соутворі живо то нашо а токо лі одіде сьмртье есь явь есь текоуща а творено о праві наве нбо есте по тоія до те есте нава а по те есте нава а в праві же есте явъ
Prema interpretaciji Aleksandra Asova, koji je popularizirao Velesovu knjigu, iz 1992. godine, to znači: 
Što je stvorio Dažbog u Pravu, ne znamo. I zato što se ova bitka, koja nam daje život, odvija u Javu, ako ga napustimo, čeka nas smrt. Jav je sadašnje, ono što Prav stvara. Nav je ono što tek dolazi i ono što je prije bilo. A u Pravu se nalazi Jav. 
Prema neopoganskim vjerovanjima, smrt kao takva ne postoji. Ono što postoji jest stanje u zagrobnom životu, u kojemu osoba ne gubi svijest, nego čeka reinkarnaciju u Nav, slično grčkomu Hadu. Nakon tjelesne smrti osoba može ostati u Javu kao zaštitnik živih: čur ili domovoj. Mogu prijeći na Velesove doline u Navu, čekati svoju sudbinu, ili biti zadani bogovima i herojima u Iriju (dijelu Prava) kako bi načinili sudbinu drugih svjetova. Svijet Java prema toj predaji pripada ljudima i oni mu određuju sudbinu.

## Neopoganstvo
Prateći primjer Velesove knjige, mnogi suvremeni pratitelji Rodnovjerja ili drugih neopoganskih vjerovanja Slavena Prav opisuju kao univerzalni ili „Nebeski zakon”, koji uspostavlja vrhovni bog Rod (koji u slavenskoj teologiji predstavlja ljudski rod kao takav), a koji upravlja i drugim dvjema hipostazama: Javom i Navom. Istovjetno se koncipira kao svijet bogova koji stvaraju bića prema vrhovnom zakonu, a ta bića „sačinjavaju” Roda. Jav se smatra svijetom materije i naličja, to jest sada i ovdje. Nav se zatim drži svijetom ljudskih predaka, duhova i sjećanja na prošlost te projekcije budućnosti. Time predstavlja tijek vremena.